# 三碘化锎
三碘化锎是锎的一种碘化物，化学式 CfI3。它是一种红橙色固体，在真空下可以合成微克级别的量。它可以由氢氧化锎和碘化氢在500 °C下反应而成：
{\displaystyle {\ce {Cf(OH)3 + 3 HI -> CfI3 + 3 H2O}}}
三碘化锎在约800 °C下会升华。它是三方晶系的，空间群 R3 (No. 148)，晶格参数 a = 758.7 pm和c = 2081.4 pm。它的晶体结构和碘化铋一样。

## 扩展阅读
- Richard G. Haire: Californium （页面存档备份，存于）, in: Lester R. Morss, Norman M. Edelstein, Jean Fuger (Hrsg.): The Chemistry of the Actinide and Transactinide Elements, Springer, Dordrecht 2006; ISBN 1-4020-3555-1, S. 1499–1576 (doi:10.1007/1-4020-3598-5_11).